# 미국 그리스 정교회 관구 대교구

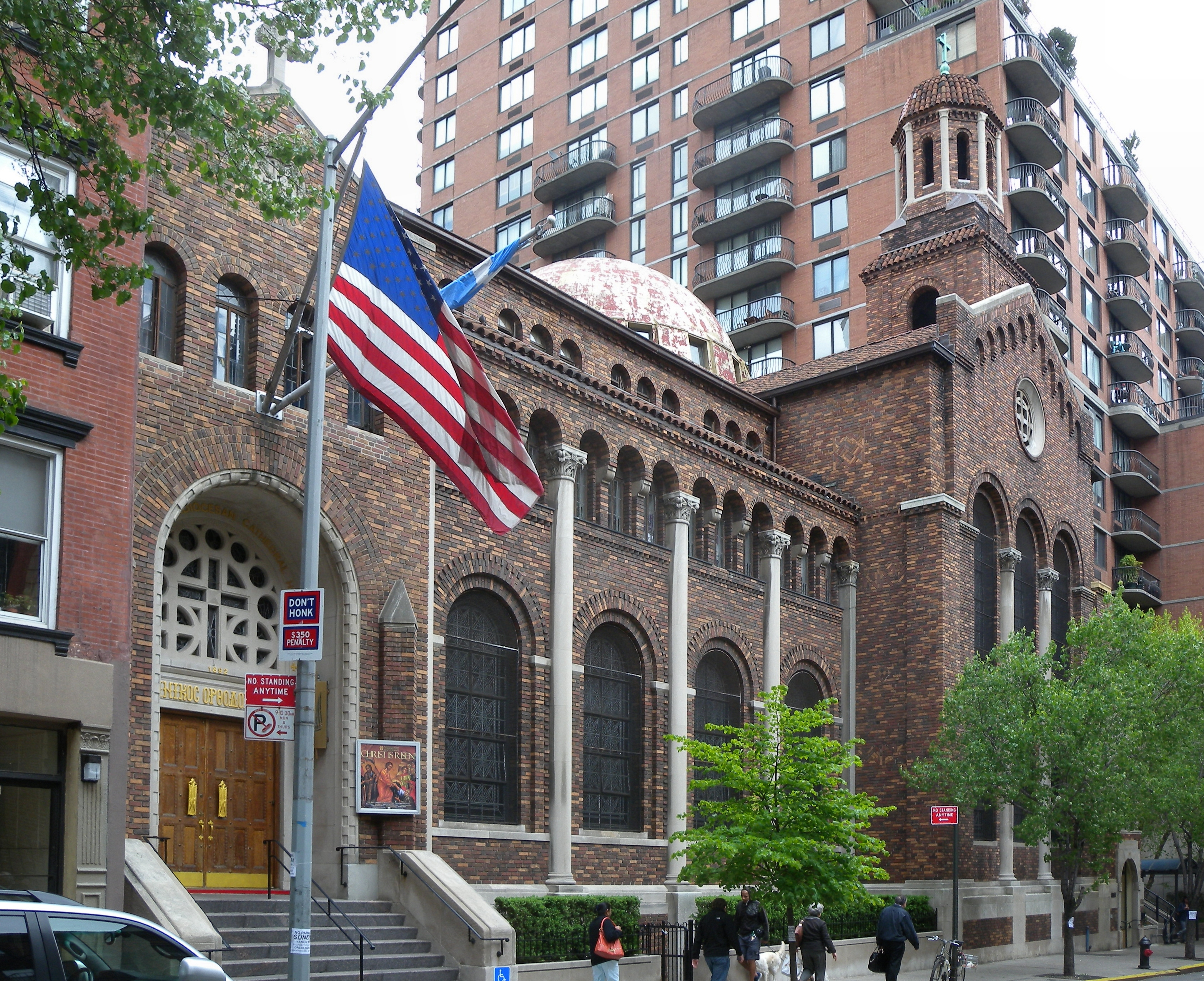

미국 그리스 정교회 관구 대교구(영어: Greek Orthodox Archdiocese of America)는 미국 뉴욕시를 중심으로 한 콘스탄티노폴리스 총대주교청의 교구이다. 현재 교구장은 엘피도포로스 관구 대주교이다.

## 역사
그리스 정교회 관구 대교구가 설정되기 전에 이미 서반구에는 그리스 정교회 그리스도인 공동체가 여럿 있었다. 미국 최초의 그리스 정교회 공동체는 1864년 그리스인 상인들에 의해 루이지애나주 뉴올리언스에 세워진 소규모 식민지다. 역사는 또한 1768년 6월 26일 최초의 그리스계 식민지 주민들이 미국의 오래된 도시인 플로리다주 세인트오거스틴에 상륙했다고 기록한다. 최초의 영구적 공동체는 1892년 오늘날 미국 관구 대교구의 주교좌가 있는 성삼위 대성당이 있는 뉴욕시에 세워졌다. 남북미 그리스 정교회 관구 대교구는 1921년 설립되었으며, 1922년 뉴욕주로부터 공식 인정을 받았다.
그리스 교회는 1908년 미국의 그리스 정교회 공동체에 대한 권위를 받아들였지만, 1922년 콘스탄티노폴리스 총대주교 멜레티오스 4세가 관구 대교구에 대한 재치권을 콘스탄티노폴리스 총대주교청으로 이관하였다. 1996년 하나였던 관구 대교구가 콘스탄티노폴리스 총대주교청에 의해 네 개(미국, 캐나다, 중앙아메리카, 남아메리카)로 분리되면서 미국 관구 대교구는 미국만을 담당하게 되었다.

## 조직
미국 그리스 정교회 관구 대교구는 뉴욕시에 있는 관구 대교구와 8개의 수도 대교구(뉴저지, 시카고, 애틀랜타, 디트로이트, 샌프란시스코, 피츠버그, 보스턴, 덴버)로 구성되어 있다.
미국 관구 대교구의 교세는 미국 북동부 지역에 집중되어 있으며, 현재 500개 이상의 본당과 800명의 사제, 21개의 수도원, 약 440,000명~2백만 명 정도의 신자가 있다. 신자 비율이 높은 주는 매사추세츠주, 뉴햄프셔주, 로드아일랜드주 및 뉴욕주이다. 그렇지만 플로리다주와 캘리포니아주에도 신자가 많이 있다.
추가적으로 매사추세츠주 브루클라인에는 미국 관구 대교구의 유일한 신학교인 성십자가 그리스 정교회 신학교가 있다.

## 같이 보기
- 콘스탄티노폴리스 총대주교청
- 성십자가 그리스 정교회 신학교
- 미국 우크라이나 정교회